# 크리스 질카
크리스 질카(Chris Zylka, 1985년 5월 9일~)는 미국의 배우, 모델이다.

## 출연 작품

### 영화
- 더 피플 아이브 슬렙 위드 (2009)
- My Super Psycho Sweet 16 (2009)
- 카붐 (2010)
- My Super Psycho Sweet 16: Part 2 (2010)
- 샤크 나이트 3D (2011)
- 피라냐 3DD (2011)
- 틴 스피릿 (2011)
- 어메이징 스파이더맨 (2012)
- 프릭스 오브 네이처 (2015)
- Bare (2015)
- Dixieland (2015)
- Welcome to Willits (2016)
- 수녀 수련 기간 (2016)
- 존 F. 도노반의 죽음과 삶 (2018)

### 텔레비전 드라마
- 에브리바디 헤이츠 크리스 (2008)
- 90210 (2008, 2013)
- 한나 몬타나 (2009)
- 커트니 콕스의 러브 앤 프렌즈 (2009)
- 내가 널 사랑할 수 없는 10가지 이유 (2009-10)
- 지크와 루터 (2009-10)
- 시크릿 서클 (2011)
- 트위스티드 (2013)
- 레프트오버 (2014-17)